# Rhipidionina
Rhipidionina es un género de foraminífero bentónico considerado un sinónimo posterior de Rhapydionina de la subfamilia Rhapydionininae, de la familia Rhapydioninidae, de la superfamilia Alveolinoidea, del suborden Miliolina y del orden Miliolida. Su especie tipo era Pavonina liburnica. Su rango cronoestratigráfico abarcaba el Cenomaniense (Cretácico superior).

## Clasificación
Rhipidionina incluye a las siguientes especies:
- Rhipidionina casertana †
- Rhipidionina liburnica †
- Rhipidionina macfadyeni †
- Rhipidionina williamsoni †